# Csongrád
Csongrád (romeno: Ciongrad; serbo: Црноград/Crnograd) è una città di 18 937 abitanti situata nella contea di Csongrád-Csanád, nell'Ungheria meridionale.

## Confini
Confina con le contee di Jász-Nagykun-Szolnok a nord e Békés a est, con la Romania e la Serbia a sud, e dalla contea di Bács-Kiskun a ovest. Seghedino è il capoluogo di contea; altre grandi città oltre Csongràd sono Szentes, Hódmezővásárhely e Makó. Circa due terzi della popolazione vive in questi cinque grandi città.

## Attività
Il Csongrád si trova nella parte meridionale della grande pianura ungherese il fiume Tisza attraversa tale territorio, tre quinti del territorio è agricolo, l'agricoltura è l'attività economica principale. Opere di bonifica ed idrauliche hanno aggiunto grandi appezzamenti di terreno coltivabile e ridotto il rischio di siccità. I terreni leggeri e le estati calde e secche favoriscono la coltivazione di paprica, mais, segala, cipolla, frutta, da segnalare l'allevamento ovicolo. La pesca è praticata nei laghi artificiali e nel fiume Tisza.
Significativa l'estrazione del petrolio nella regione a Kiskunhales e Algyő. Importanti le industrie conserviere e le fabbriche di materiali da costruzione (mattoni, tegole).
La città è inoltre sede di uno stabilimento termale

## Storia
Csongrad è un antico insediamento. Il principe Árpád donò al capo tribù Ond la Contea di Tisza. Il figlio Ete creò un terrapieno ed una fortezza chiamata Csongrad ovvero Città nera- Castello nero.
Successivamente il Re Santo Stefano (1000-1038) fanno della città a un centro di amministrativo e la contea ne prese il nome. Rimase capoluogo fino all'invasione mongola di Ungheria (1240-42).

## Attrazioni
Csongrád è molto "verde" quasi ogni strada è un viale con alcuni alberi molto vecchi e alti. In Tari László Múzeum è una mostra sulla vita e il lavoro contadino. Vi è uno Liberty High School.
Tutto l'anno c'è, come già accennato un'attività termale, una zona ricreativa turistica è la Koros (la bocca di un vecchio braccio del fiume Tisza) ideale per la pesca.

## Il ponte di legno

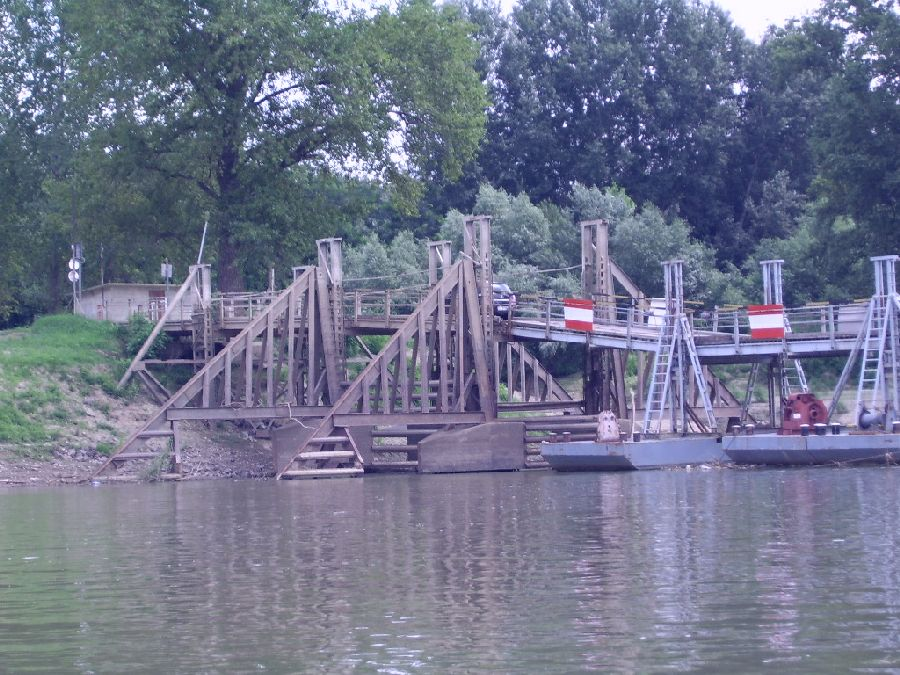
Il"Ponte di legno" tra Csongrád and Csépa

Il ponte di legno nato su una carreggiata si vide raddoppiare così da consentire ai carri di viaggiare più comodamente e sui due sensi di marcia nel 1919 e nel 1944 è stato anche fatto saltare in aria nella ricostruzione fu restaurato in una sola carreggiata. Nel 1956, la struttura in legno è stata sostituita da una in ferro, ma il suo nome "ponte di legno" rimane invariato. La struttura nella stagione invernale viene ricoverata su una sponda ed il collegamento tra le due sponde garantito da un traghetto o da barche.

## Società

### Etnie e minoranze straniere
Nel 2001 la popolazione della città per il 99% era Ungherese, 1% si dichiarava di nazionalità Tzigana o Tedesca.

## Amministrazione

### Gemellaggi
- Raisio, Finlandia
- Bečej, Serbia
- AGD union of cities, Francia
- Belchatów, Polonia